# Kerstin Trollberg
Kerstin Elisabeth Trollberg, född 26 juni 1930 i Frösö köping, Jämtlands län, är en svensk målare och tecknare.
Hon är dotter till ingenjören Bror Moberg och Maria Elisabeth Törngren och från 1961 gift med Lars Trollberg. Hon bedrev modestudier i Paris och arbetade som sekreterare 1955–1963. Hon studerade konst vid Académie Libre 1957 och vid Konstfackskolan 1958–1962 samt vid Accademia di Belle Arti i Florens 1964–1965. Hon har medverkat i ett flertal grupp- och samlingsutställningar. Hennes konst består av figurer och landskapsskildringar utförda i akvarell eller tusch. 